# 伊格爾敦 (印地安納州)
伊格爾敦（英語：Eagletown）是位於美國印地安納州漢密爾頓縣的一個非建制地區。該地的面積和人口皆未知。

## 歷史
伊格爾敦於1848年成立。
名稱來源於Little Eagle Creek.
郵局於1849年成立，1925年停止服務。